# 피에르 오미디아
피에르 모라드 오미디아(페르시아어: پیر مراد امیدیار, 영어: Pierre Morad Omidyar, 1967년 6월 21일 ~)는 미국 이베이의 창업가이다.

## 경력
이란 부모님 사이에서 파리에서 태어났다. 6살 때 미국으로 이민, 워싱턴 DC에서 성장한다. 고교 시절에 컴퓨터에 관심을 갖게되고, 터프츠 대학교에서 컴퓨터 과학을 전공한다. 1988년 졸업 후, 애플 컴퓨터의 자회사인 클라리스(현 파일 메이커)에 입사하여, MacDraw 개발에 종사했다. 1991년에 3명의 친구와 함께 Ink Development를 공동 설립. e-커머스 사업의 시작과 함께 1993년에 eShop과 사명을 변경, 마이크로소프트에 인수했다. 1994년 말에 퇴사하고 General Magic에 입사하였다. 1995년, 오미다이어는 인터넷을 통한 소비자간 거래의 수요를 예상, 방학을 이용하여 eBay의 기반이되는 컴퓨터 코드를 다 썼다. 1995년 9월 4일 시험적으로 Auction Web의 이름으로 인터넷 경매 서비스를 시작하였으며, 수요는 예상을 뛰어넘었다. General Magic를 퇴사하고 서비스를 사업화하여 1997년에 eBay로 개칭하였다. 1997년 중반에는 1일당 약 80만 경매를 처리하고 1998까지 100만명 이상의 사용자를 확보하였다. 1998년 9월에 상장을 하였다. 자선 활동에도 관여하여, 2004년 6월, 비영리 단체에 자금을 제공하는 오미디야르 네트워크(Omidyar Network)를 아내와 함께 설립했다. 2005년 11월에는 모교 터프츠 대학교에 1억 달러를 기부했다.

## 같이 보기
- 세계 부자 순위